# Pakovo Selo
Pakovo Selo falu Horvátországban Šibenik-Knin megyében. Közigazgatásilag Drnišhez tartozik.

## Fekvése
Šibeniktől légvonalban 18, közúton 23 km-re északkeletre, községközpontjától légvonalban 6, közúton 11 km-re délnyugatra, Dalmácia közepén, a Čikola szurdoka felett, a Šibeniket Kninnel összekötő 33-as számú főút mentén fekszik.

## Története
Területe ősidők óta lakott, határában újkőkori kőbaltát találtak. A Čikola szurdoka felett találhatók Osoje történelem előtti várának maradványai. A templom melletti egyik ősi sírból késő ókori korsó került elő. A török 1522-ben foglalta el területét és csak a 17. század végén szabadították fel a velencei hadak. 1797-ben a Velencei Köztársaság megszűnésével a Habsburg Birodalom része lett. 1806-ban Napóleon csapatai foglalták el és 1813-ig francia uralom alatt állt. Napóleon bukása után ismét Habsburg uralom következett, mely az első világháború végéig tartott. A falunak 1857-ben 361, 1910-ben 620 lakosa volt. Az első világháború után előbb a Szerb Királyság, majd rövid ideig az Olasz Királyság, ezután a Szerb-Horvát-Szlovén Királyság, majd Jugoszlávia része lett. 1991-ben majdnem teljes lakossága horvát nemzetiségű volt. A településnek 2011-ben 236 lakosa volt.

## Lakosság
| Lakosság változása | Lakosság változása | Lakosság változása | Lakosság változása | Lakosság változása | Lakosság változása | Lakosság változása | Lakosság változása | Lakosság változása | Lakosság változása | Lakosság változása | Lakosság változása | Lakosság változása | Lakosság változása | Lakosság változása | Lakosság változása |
| ------------------ | ------------------ | ------------------ | ------------------ | ------------------ | ------------------ | ------------------ | ------------------ | ------------------ | ------------------ | ------------------ | ------------------ | ------------------ | ------------------ | ------------------ | ------------------ |
| 1857               | 1869               | 1880               | 1890               | 1900               | 1910               | 1921               | 1931               | 1948               | 1953               | 1961               | 1971               | 1981               | 1991               | 2001               | 2011               |
| 361                | 431                | 458                | 513                | 608                | 620                | 547                | 699                | 739                | 750                | 668                | 565                | 385                | 329                | 246                | 236                |

## Nevezetességei
Assisi Szent Ferenc tiszteletére szentelt temploma nagyon régi. Története során több alkalommal is megújították és 1889-ben újraszentelték. Homlokzatának közepén kis kerek ablak látható. A templom boltozott. Kőből és fából épített oltárán Szent Ferenc szobra áll. A tetőt 1975-ben felújították. 1980-ig kápolnaként működött, ekkor templommá bővítették oly módon, hogy a korábbi kápolna a templom szentélyét képezi. 1999-ben meghosszabbították és kórust építettek hozzá. A templom mellé 15 méter magas harangtornyot építettek. A templom körül kőkerítéssel övezett temető fekszik.